# Об (град)
Вижте пояснителната страница за други значения на Об.
Об (на руски: Обь) е град в Новосибирска област, Русия.
Населението на града към 1 януари 2018 година е 29 437 души.

## История
Селището е основано през 1934 година, през 1969 година получава статут на град.